# آي ديل هاي مشكل
آي ديل هاي مشكل (بالهندية: ऐ दिल है मुश्किल)‏ (بالإنجليزية: Ae Dil Hai Mushkil)‏ وتعني حرفيًا يا قلبي هذا صعبٌ هو فيلم فيلم درامي رومانسي صدرَ سنة 2016 من تأليف وإخراج كاران جوهر ومن بطولة رانبير كابور، أنوشكا شارما، آيشواريا راي وفواد خان. يحكي الفيلم قصة حب غير متبادل بين البطلين. عُرضَ لأوّل مرة في 28 تشرين الأول/أكتوبر 2016 خلال مهرجان ديوالي. حصدَ الفيل 2.37 مليار روبية هندية (39 مليون دولار أمريكي) في جميع أنحاء العالم فيما بلغتُ ميزانيتهُ 700 مليون روبية هندية (12 مليون دولار أمريكي). نالَ 62 جائزة كما ترشّح لتسع جوائز من بينها أفضل مخرج وفاز بأربع جوائز في فئة الموسيقى التصويرية.

## قصة الفيلم
يبدأُ الفيلم من خِلال مقابلة يُجريها إيان سانجر وهو مغني حديث الشهرة يروي قصة حياته وتجاربهُ في الحب من خلال تقنية الفلاش باك أو العودة إلى الماضي. تدور مجريات القصّة الأولى في مدينة لندن؛ هناك يلتقي إيان (رانبير كابور) الشابة أليزيا خان (أنوشكا شارما) فيتعلقان ببعض ثم يُصبحان صديقين مُقربين. إيان هوَ حبيب ليزا دي سوزا (ليزا هايدون) بينما حبيبُ أليزيا هو الدكتور فيصل خان (عمران عباس). ينتقلُ الثنائي الأخيرة لقضاء أسبوع معًا في باريس فيما ينفصلُ الثنائي الأول لعدة أسباب من بينها حب إيان لأليزيا التي تعتبرهُ مجرد صديقٍ لا غير. بعدّ بضعة أيام؛ تُفاجئ أليزيا صديقها القديم إيان من خِلال دعوته لحضور حفل زفافها من الدي جي علي في لكناو. يحضرُ إيان للحفل وهناكَ يعترفُ لها بحبه لكنّها ترفضهُ باعتبار أنّه مجرد صديق لا غير. يتسبب هذا الرفض في اندلاع بعض المشاكل بين الطرفين فيُقرّر إيان السفر في رحلة جوية إلى دبي لنسيان خيبة أمله الأولى. في دبيآ يلتقى المغني الشاب بالشابة الأخرى سابا (آيشواريا راي باتشان) التي تتخدُ من الشعر عملًا لها. يُغادر الثنائي صوبَ فيينا وخلال الرحلة تتوطدُ بينها علاقة غرامية بينهما. في نهاية المطاف؛ يعلمُ إيان أنّ سابا لا تُحبه بل لاَ مكان في قلبها للحُب خاصّة أنها مطلقة وزوجها طاهر خان (شاه روخ خان) لا زال يتعقبها ويستدرجها من أجلِ الظفر بها.
إليزيا كانت قد منعت إيان منَ التواصل معها لكنّهُ يفعل ذلك في نهاية المطاف فيبدأُ في مراسلتها ومحاولة استدراج غيرتها من خِلال تصوير الجميلة سابا. تقعُ أليزيا في الفخ وتُقرر السفر على السريع إلى فيينا من أجلِ مُقابلة إيان ومحبوبتهِ الجديدة. تسعدُ إليزيا للحب الذي جمعَ أخيرًا بين إيان وسابا لكنّ الأول لا زال يُحب إليزيا بينما الثانية بدأت تتعلقُ به وتتركهُ بعد وقتٍ قصيرٍ حينما تعلمُ بحبه لحبيبتهِ الأولى. في النّهاية يعترفُ إيان بكل مشاعره تجاه أليزيا التي ترفضهُ مُجددًا وتتخد سبيلًا آخر غيرَ سبيل أيان الذي ظلّ يُطاردها.

## طاقم التمثيل
- رانبير كابور في دور إيان سانغار
- أنوشكا شارما في دور أليزا خان
- آيشواريا راي باتشان في دور سابا تاليار خان
- فواد خان في دور الديجي علي
- ليزا هايدن في دور ليزا دي سوزا
- عمران عباس في دور الدكتور فيصل خان
- شاه روخ خان (دور خاص)
- عاليا بهات (دور خاص)
- نيها دوبيا في دور مُراسلة صحفيّة

## روابط خارجية
- آي ديل هاي مشكل على موقع IMDb (الإنجليزية)
- آي ديل هاي مشكل على موقع ميتاكريتيك (الإنجليزية)
- آي ديل هاي مشكل على موقع روتن توميتوز (الإنجليزية)
- آي ديل هاي مشكل على موقع قاعدة بيانات الأفلام العربية
- آي ديل هاي مشكل على موقع ألو سيني (الفرنسية)
- آي ديل هاي مشكل على موقع أول موفي (الإنجليزية)
- آي ديل هاي مشكل على موقع بوكس أوفيس موجو (الإنجليزية)
- آي ديل هاي مشكل على موقع فيلمافينيتي (الإسبانية)
- آي ديل هاي مشكل على موقع قاعدة بيانات الأفلام السويدية (السويدية)
- آي ديل هاي مشكل على موقع قاعدة بيانات الفيلم (الإنجليزية)